# Stephanopis corticalis
Stephanopis corticalis är en spindelart som beskrevs av Ludwig Carl Christian Koch 1876. Stephanopis corticalis ingår i släktet Stephanopis och familjen krabbspindlar.
Artens utbredningsområde är Queensland. Inga underarter finns listade i Catalogue of Life.